# Лібенштайни
Лібенштайни (нім. Liebenstein) — рід німецьких баронів з Ельзасу, які в 13-му столітті поселилися у Вютемберзі. Деякі лінії роду існують досі.

## Відомі представники
- Густав фон Лібенштайн (1891—1967) — морський офіцер, капітан-цур-зее резерву крігсмаріне. Кавалер Лицарського хреста Залізного хреста.
- Курт фон Лібенштайн (1899—1975) — німецький воєначальник, генерал-майор вермахту і бундесверу. Кавалер Лицарського хреста Залізного хреста.